# Alleanza per la Pace e la Libertà
L'Alleanza per la Pace e la Libertà (in inglese Alliance for Peace and Freedom, APF) è un'alleanza politica europea di estrema destra e un ex partito politico europeo, fondata il 4 febbraio 2015.  L'APF lavora per coordinare i partiti nazionalisti in tutto il continente.

## Storia
Il 7 luglio del 2023 l'APF ha organizzato una due giorni in Serbia dal titolo "I movimenti patriottici si riuniscono per opporsi a NATO e GUERRA", alla presenza dei leader dei vari movimenti di Grecia, Spagna, Germania, Serbia, Francia, Italia. Presenti anche rappresentanti della Romania e dell'Inghilterra. Tra i temi trattati: la guerra in corso fra Ucraina e NATO contro la Russia; la legittima volontà serba di considerare propria terra il Kosovo; l'avvicinarsi delle elezioni europee. Una conferenza che ha prodotto un documento identitario in cui si riconoscono i partiti rivoluzionari antitetici alla sinistra, al centro popolare ed alla destra europeista e liberista.
Nel mese di settembre il presidente di APF, Roberto Fiore, si è recato in visita in Bielorussia dove ha gettato le basi per una collaborazione politica e sociale improntata sui temi cristiani.
Venerdì 15 dicembre 2023 a Verona APF ha lanciato una conferenza contro NATO e UE, ribadendo un secco no all'agenda 2030 dell'Europa, all'ideologia gender, alle guerre della NATO. Alla conferenza erano presenti: Roberto Fiore, Stefano Valdegamberi, Vito Comencini, Palmarino Zoccatelli, Francesca Menin, Roberto Bussinello e Gloria Callarelli.

## Rapporti internazionali
L'APF mantiene i contatti con gli ambienti conservatori in Russia e il gruppo viene invitato alle conferenze ospitate dal Cremlino. Il partito sostiene Vladimir Putin e Russia Unita alla leadership della Russia, in particolare nella guerra russo-ucraina e nella guerra civile siriana. Il partito appoggia anche Alexander Lukashenko e mantiene i contatti con il Partito Liberal-Democratico di Bielorussia. Ha mantenuto anche rapporti amichevoli con il governo del Partito Ba'th siriano: il vicepresidente APF, Nick Griffin, viene invitato in Siria da Bashar al-Assad più volte come ambasciatore. Si sono svolti negli anni diversi incontri tra il partito e il Partito Nazionalista Sociale Siriano. Il gruppo mantiene contatti anche con Hezbollah e ha ospitato almeno un incontro con i leader del movimento libanese. Il gruppo è stato in regolare contatto con il leader libanese Michel Aoun e la sentenza del Movimento Patriottico Libero. L'APF, inoltre, sostiene fortemente i nazionalisti serbi e si oppone al riconoscimento internazionale del Kosovo.

## Aderenti

### Partiti membri
- Belgio: Mouvement Nation (NATION)
- Belgio: Vlaanderen Identitair (VLI)
- Germania: Die Heimat (HEIMAT)
- Grecia: Laiki Elliniki Patriotiki Enosi (LEPEN)
- Italia: Forza Nuova (FN)
- Regno Unito: British Unity
- Romania: Noua Dreaptă (ND)
- Slovacchia: Partito Popolare Slovacchia Nostra (ĽSNS)
- Spagna: Democrazia Nazionale (DN)

### Partiti membri del passato
- Svezia: Partito degli Svedesi (dissolto nel maggio 2015)
- Danimarca: Partito dei Danesi (dissolto nel luglio 2017)
- Grecia: Alba Dorata (sciolto nell'ottobre 2020)
- Grecia: Coscienza Nazional-Popolare (dissolto nel febbraio 2023)
- Rep. Ceca: Dělnická strana sociální spravedlnosti (DSSS) (dissolto nel 2024)
- Spagna: La Falange (dissolto nel 2024)